# Apremont (Ain)
Apremont es una comuna francesa situada en el departamento de Ain, de la región de Auvernia-Ródano-Alpes.

## Geografía
Está ubicada en el este del departamento y a 10 km al sur de Oyonnax.

## Demografía
| 176 | 148 | 200 | 279 | 341 | 329 | 333 | 394 | 376 |
| Para los censos de 1962 a 1999 la población legal corresponde a la población sin duplicidades (Fuente: INSEE [Consultar]) |     |     |     |     |     |     |     |     |